# À l'ombre des jeunes filles en fleurs
À l'ombre des jeunes filles en fleurs est le deuxième tome de À la recherche du temps perdu de Marcel Proust publié en 1919 aux Éditions de la Nouvelle Revue française. Grâce au soutien engagé de Léon Daudet, frère de Lucien Daudet, ami de Proust, le roman reçoit en 1919 le prix Goncourt par six voix contre quatre pour Les Croix de bois de Roland Dorgelès,.

## Résumé

### Première partie:Autour deMmeSwann
Dans cette première partie du roman, le narrateur parle de ses relations à Paris, entre autres celles eues avec M. de Norpois ou encore avec son idole littéraire Bergotte. Il va également pour la première fois au théâtre où il voit enfin l'actrice qu'il aime tant, la Berma, interprétant Phèdre de Racine. On y lit ses déceptions incomprises par les autres vis-à-vis de sa première vision théâtrale. Puis, il arrive à se faire introduire chez les Swann. Alors sont décrites ses relations avec Gilberte Swann et ses parents : Odette de Crécy et Charles Swann. Ce dernier le prend en amitié, est très agréable avec lui, tout comme sa femme qui lui demandera de venir la voir personnellement même s'il n'a plus envie de rencontrer Gilberte, qu'il aime toujours, mais dont le sentiment à son égard - tout comme leur relation - va se désagréger peu à peu jusqu'au jour où il partira pour le pays qui l'attire tant : Balbec.

### Seconde partie:Noms de pays: Le pays

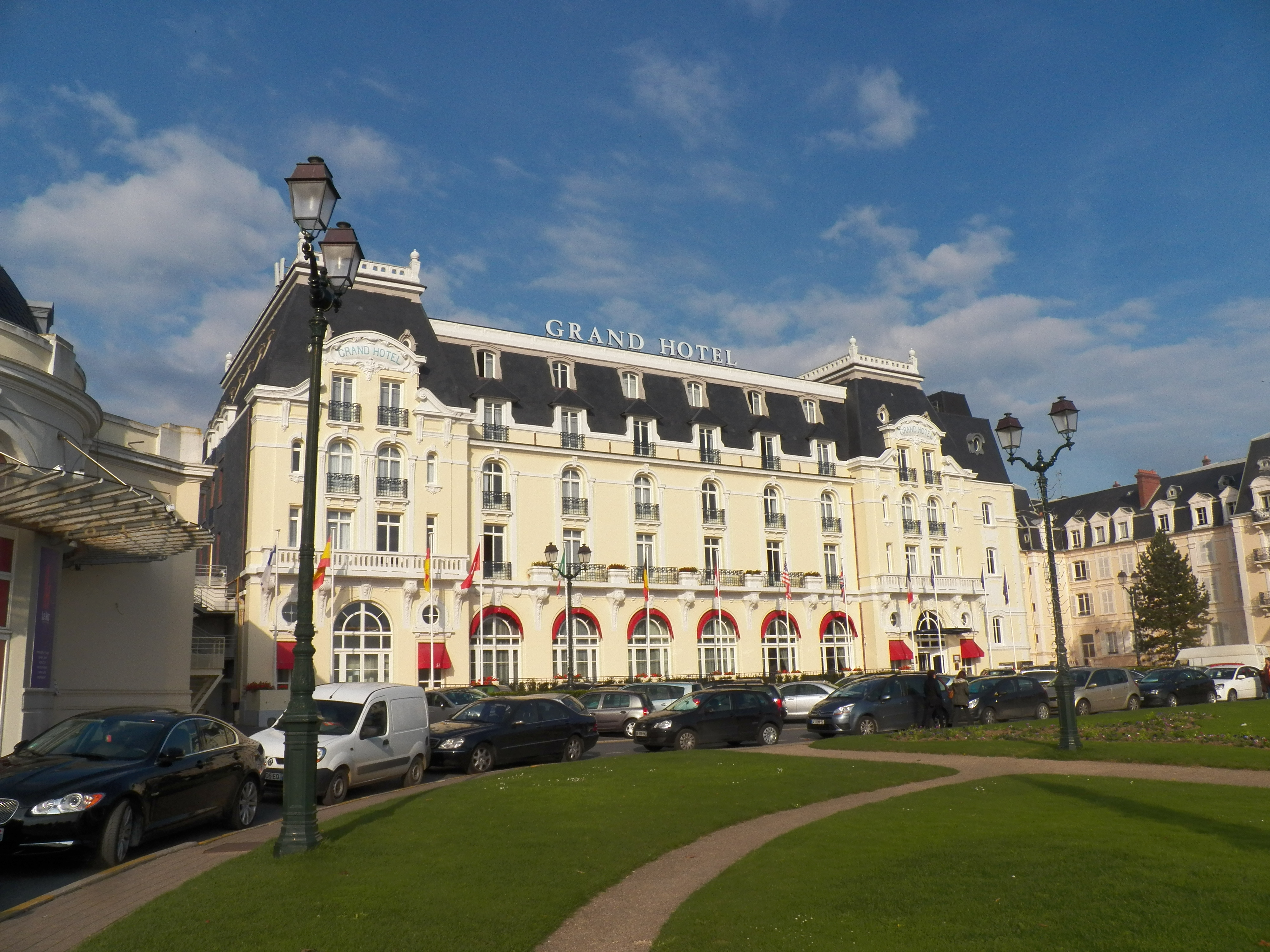
Le Grand Hôtel de Cabourg qui inspira Proust pour l'hôtel.

Arrivé dans la contrée dont il a tant voulu voir les cathédrales, le narrateur s'installe avec sa grand-mère et Françoise, leur employée, dans un hôtel pour un certain temps. Au début, sa vie est très solitaire, ne connaissant personne, il ne parle quasiment à personne hormis sa grand-mère, bien qu'il en ait très envie. Mais, de relations en relations, fréquentant Robert de Saint-Loup et le peintre Elstir entre autres (qui est l'artiste ami des Verdurin dont il est question dans Un amour de Swann : M. Biche), il finit par réussir à se lier d'amitié avec les jeunes filles qu'il observait depuis longtemps : Albertine, Andrée, Rosemonde... Il tombe amoureux d'Albertine qu'il essaie de rendre jalouse en se rapprochant d'Andrée, mais tous ses efforts seront réduits à néant lors d'une tentative de changement de relation vers la fin de l'ouvrage.

## Un rapport du narrateur au temps qui se précise
Comme l'a suggéré Gilles Deleuze, le roman peut être lu comme une entreprise sémiologique de déchiffrement des signes.
À la sortie de l'enfance, le narrateur prend conscience dans les premières scènes du fait qu'il vieillit :
- « mon existence était déjà commencée, bien plus, ce qui en allait suivre ne serait pas très différent de ce qui avait précédé. »[4],p.56
- « je n'étais pas situé en dehors du Temps, mais soumis à ses lois »[4], p.56
- « je venais de vivre le 1er janvier des hommes vieux »[4], p.61
- « Pour la première fois je sentais qu'il était possible que ma mère vécût sans moi, autrement que pour moi, d'une autre vie »[4].,p.208
- « Ce fut lui [Bloch] qui me conduisit pour la première fois dans une maison de passe. »[4],p.141

Le narrateur n'hésite pas à confronter ses pensées d'aujourd'hui à celles qu'il se remémore :
- en usant de formules telles que « pensais-je alors, mais plutôt, je le crois maintenant ... »[4],p.76.
- On le voit aussi à la recherche de vérités éternelles lors d'une discussion avec Bergotte : « Car mon intelligence devait être une, et peut-être même n'en existe-t-il qu'une seule dont tout le monde est co-locataire »[4],p.134.
- l'épisode du canapé de la tante Léonie laissé dans une maison de passe[4],p.143 voit se superposer de nombreuses périodes temporelles.
- « au lieu de la solution courageuse qui l'aurait emporté à vingt ans, c'est l'autre, devenue trop lourde et sans assez de contre-poids, qui nous abaisse à cinquante. »[4],p.150
- l'énoncé de vérités éternelles: « Le soldat est persuadé qu'un certain délai indéfiniment prolongeable lui sera accordé avant qu'il soit tué, les hommes en général avant qu'ils aient à mourir. C'est là l'amulette qui préserve les individus - et parfois les peuples - non du danger mais de la peur du danger » [4],p.171

Davantage que dans Du côté de chez Swann, le narrateur est aux prises avec les idées et les événements de son temps :
- La visite de Nicolas II en France
- les craintes quant à la guerre avec l'Allemagne
- le krach de l'Union générale
- l'affaire Dreyfus
- les deux bords politiques incarnés par Norpois et Bergotte[4],p.140

La notion de temps est perçue comme relative :
- « Le temps dont nous disposons chaque jour est élastique ; les passions que nous ressentons le dilatent, celles que nous inspirons le rétrécissent, et l'habitude le remplit. »[4],p.174

Ainsi le roman propose un apprentissage de la lecture du monde et de ses ambiguïtés.

## Autour du roman
Balbec est une station balnéaire imaginaire, inventée par Marcel Proust, où se déroule en grande partie le roman. Ce lieu rappelle la ville de Cabourg, où l'auteur séjourna à de nombreuses reprises, entre 1907 et 1914.

## Dans la culture ou la fiction
Le roman est évoqué notamment :
- dans la chanson Du côté de chez Swann, sortie en 1975 et interprétée par Dave.

## Éditions
- À l'ombre des jeunes filles en fleurs, aux éditions Gallimard, Paris, 1919.
- À l'ombre des jeunes filles en fleurs, aux éditions GF, 2 volumes, Paris, 1997.
- À l'ombre des jeunes filles en fleurs, aux éditions Le Livre de poche, Paris, 2010 [illustré par Christian Lacroix]
- En 2019, les Éditions Gallimard saluent le centenaire de leur premier prix Goncourt, attribué à Marcel Proust pour À l'ombre des jeunes filles en fleurs le 10 décembre 1919. À cette occasion, paraissent des éditions avec le bandeau "prix Goncourt 1919"[5]. La Galerie Gallimard propose une exposition réunissant des pièces exceptionnelles : correspondance de Marcel Proust avec les jurés du prix Goncourt et avec son éditeur, épreuves corrigées, éditions originales, coupures de presse d'époque, ainsi que deux dessins de Paul Morand représentant l'auteur d'À l'ombre des jeunes filles en fleurs exposés pour la première fois.